# Corbie
Corbie [kɔʁbi] (niederländisch Korbie oder auch Korbei) ist eine französische Stadt mit 6080 Einwohnern (Stand 1. Januar 2022) im Département Somme in der Region Hauts-de-France. Die Gemeinde gehört zum Arrondissement Amiens und zum Kanton Corbie.

## Lage

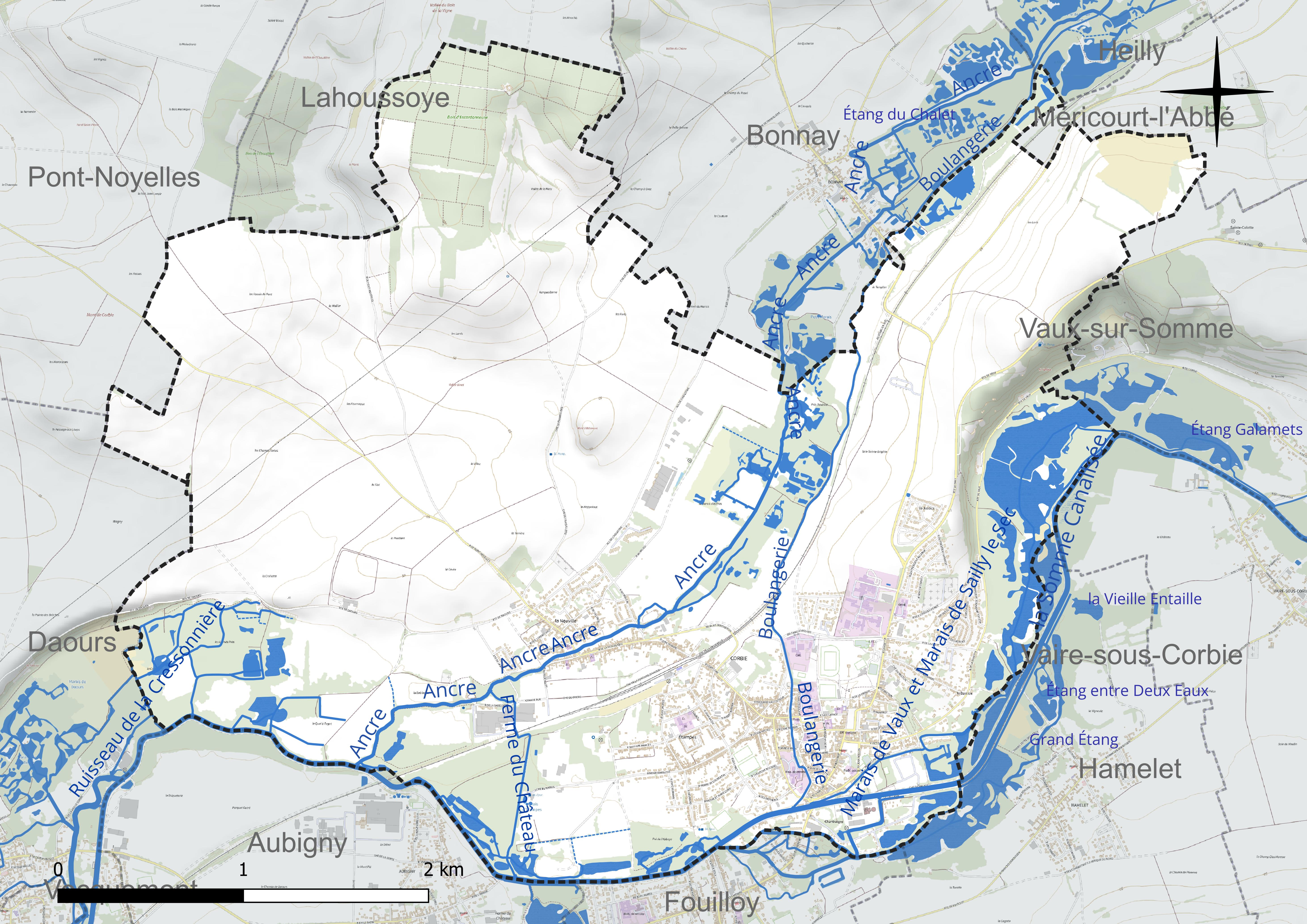
Gewässer im Stadtgebiet von Corbie

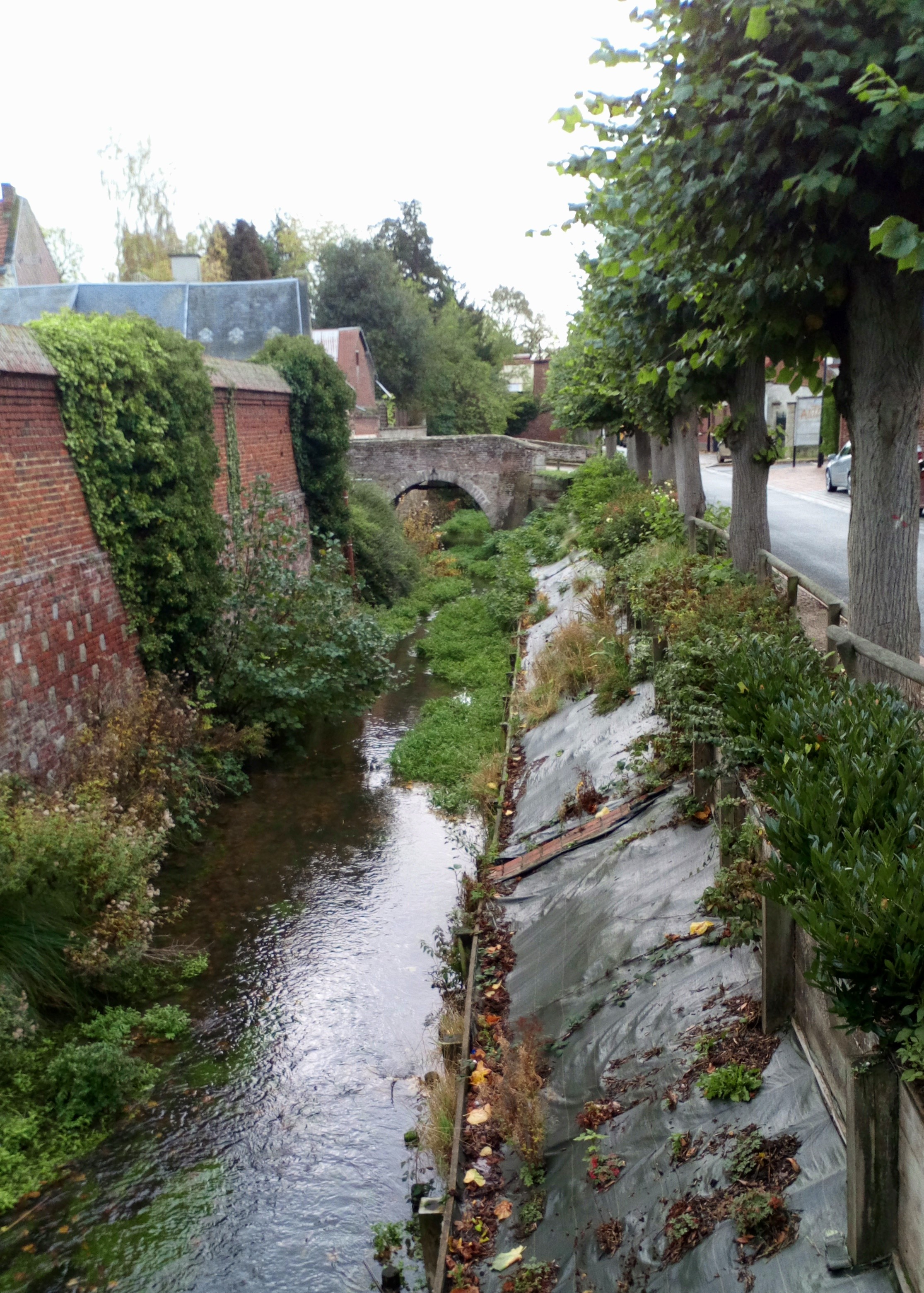
Die Boulangerie in Corbie

Die Kleinstadt Corbie liegt an der Somme auf einer Höhe von etwa 35 m, rund 15 km östlich von Amiens. Durch das Stadtgebiet fließt die Ancre, die dort mit mehreren Armen, darunter der Boulangerie, in die Somme mündet.

## Geschichte
Erstmals erscheint der Ort 657 und 661 als ein Kloster, das mit einigen Ländereien zum Besitz der Regentin Bathilde, der Witwe des Chlodwig II. (Clovis), gezählt wurde. Mit einigen Mönchen sollte die Region auf Anordnung Bathildes, neben der Erfahrung der religiösen Doktrin, auch wirtschaftlich entwickelt werden. Corbie entwickelte sich während der Dynastie der Merowinger zu einem der bedeutendsten ideologischen Zentren des Frankenreichs. Von der Abtei Corbie aus wurden Anfang des 9. Jahrhunderts in einem Missionsprojekt Mönche nach Sachsen (etwa heutiges Westfalen und Niedersachsen) ausgesandt und gründeten dort das Corbeia nova, das heutige Corvey.
Nach Frankreichs Eintritt in den Dreißigjährigen Krieg hatten bayerische und spanische Truppen, die von den damaligen Spanischen Niederlanden aus vorgestoßen waren, die stark befestigte Stadt  am 7. August 1636 erobert und besetzt, um von dort aus Paris angreifen zu können. Als der geplante Angriff auf Paris wegen schlechter Erfolgsaussichten nicht durchgeführt werden konnte, kam es durch ein in Paris aufgestelltes französisches Volksheer zur Belagerung von Corbie. Nach sechswöchiger Belagerung mussten die Spanier Anfang November 1636 kapitulieren. Dieser Erfolg machte die Stadt sehr bekannt.

### Bevölkerungsentwicklung
| Jahr      | 1962 | 1968 | 1975 | 1982 | 1990 | 1999 | 2007 | 2018 |
| Einwohner | 4657 | 5261 | 5466 | 6176 | 6152 | 6317 | 6342 | 6307 |

## Verkehr

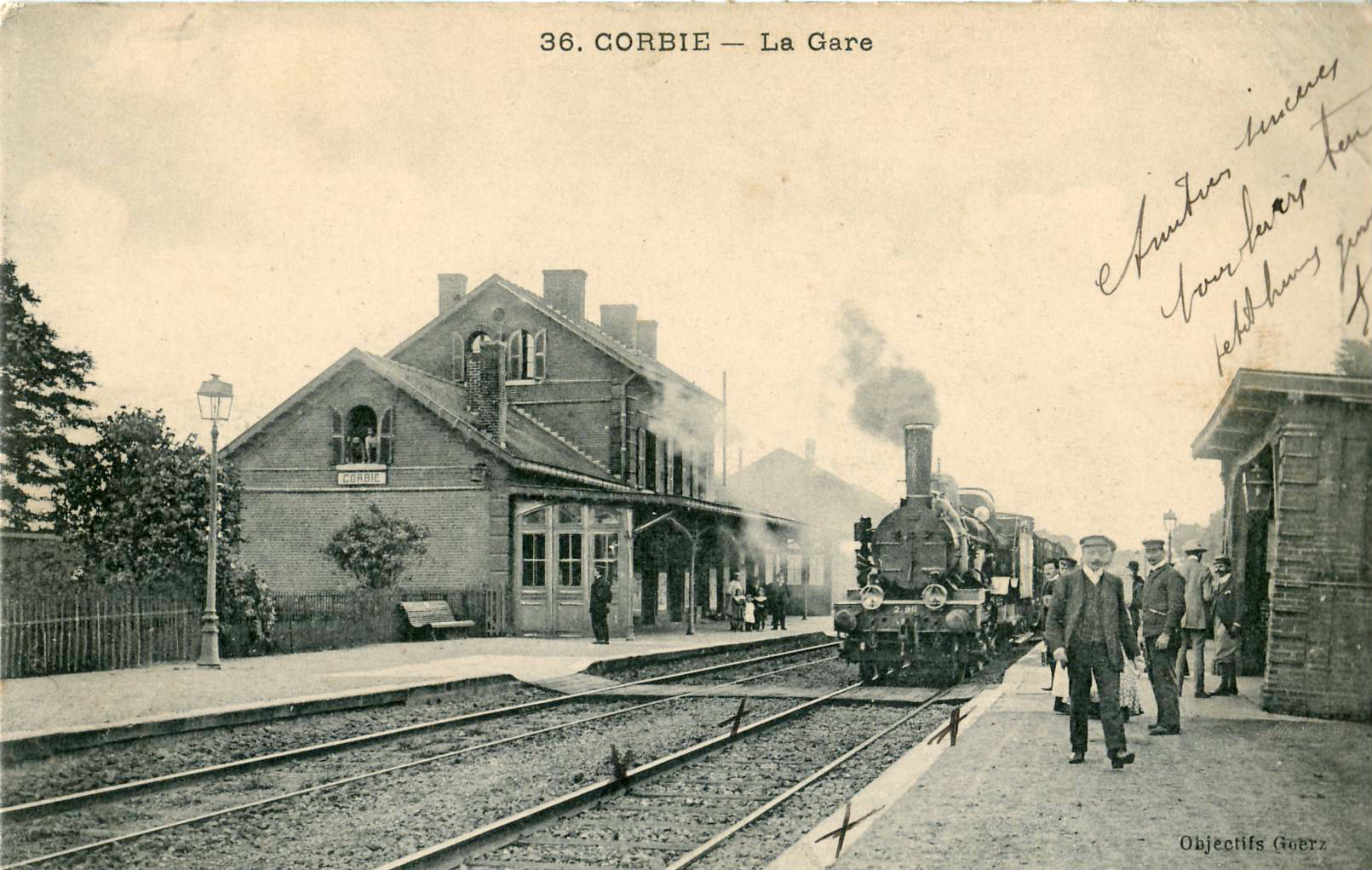
Bahnhof Corbie (vor 1914)

Corbie hat einen Bahnhof an der Bahnstrecke Paris–Lille, der 1846 von der Compagnie des chemins de fer du Nord eröffnet wurde. Aktuell wird er von Regionalzügen des TER Hauts-de-France bedient.

## Sehenswürdigkeiten
- Abtei Corbie
- Kirche Notre-Dame mit geschnitzten Giebelfiguren
- Mairie (Rathaus)

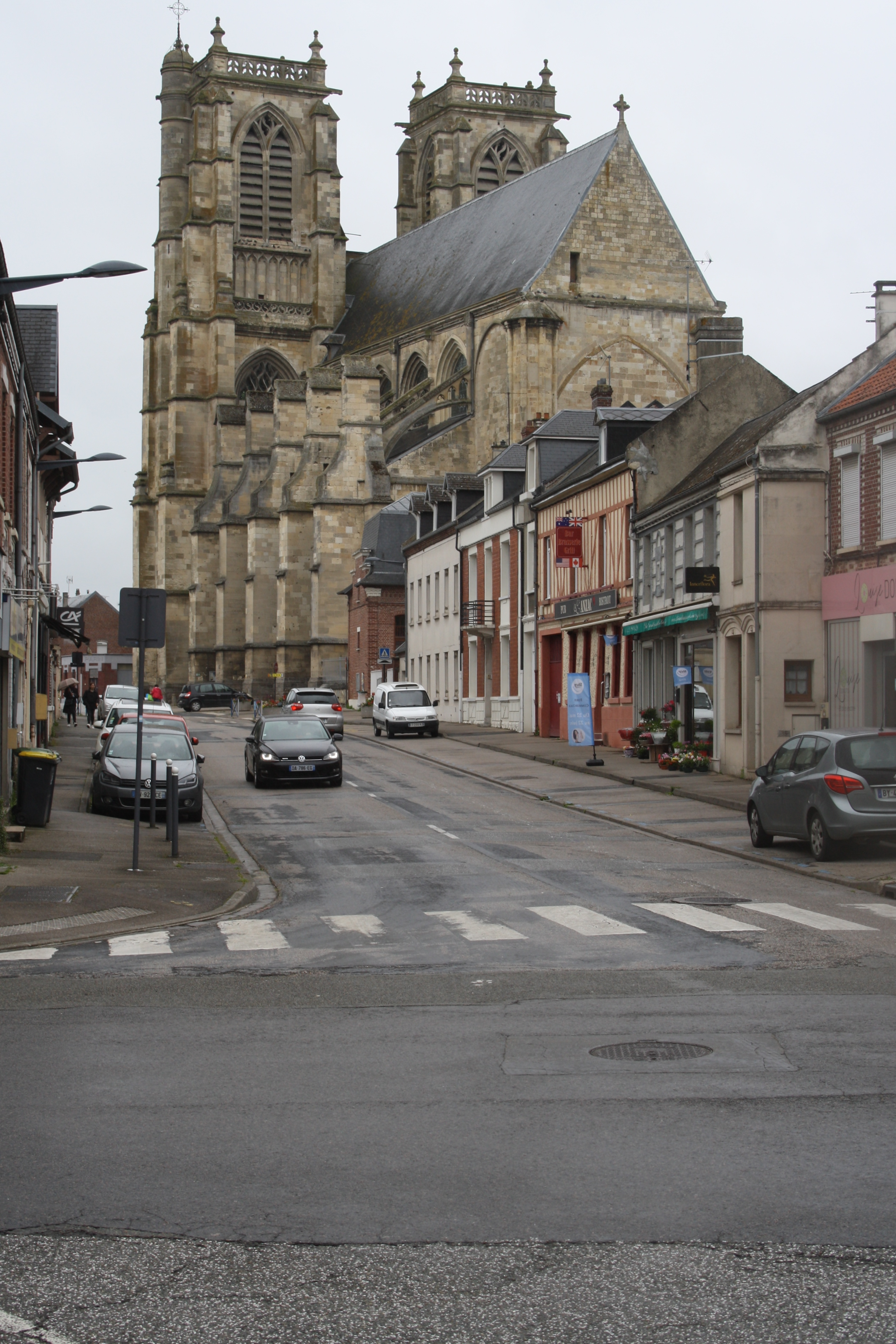
Rue Charles de Gaulle und Abteikirche
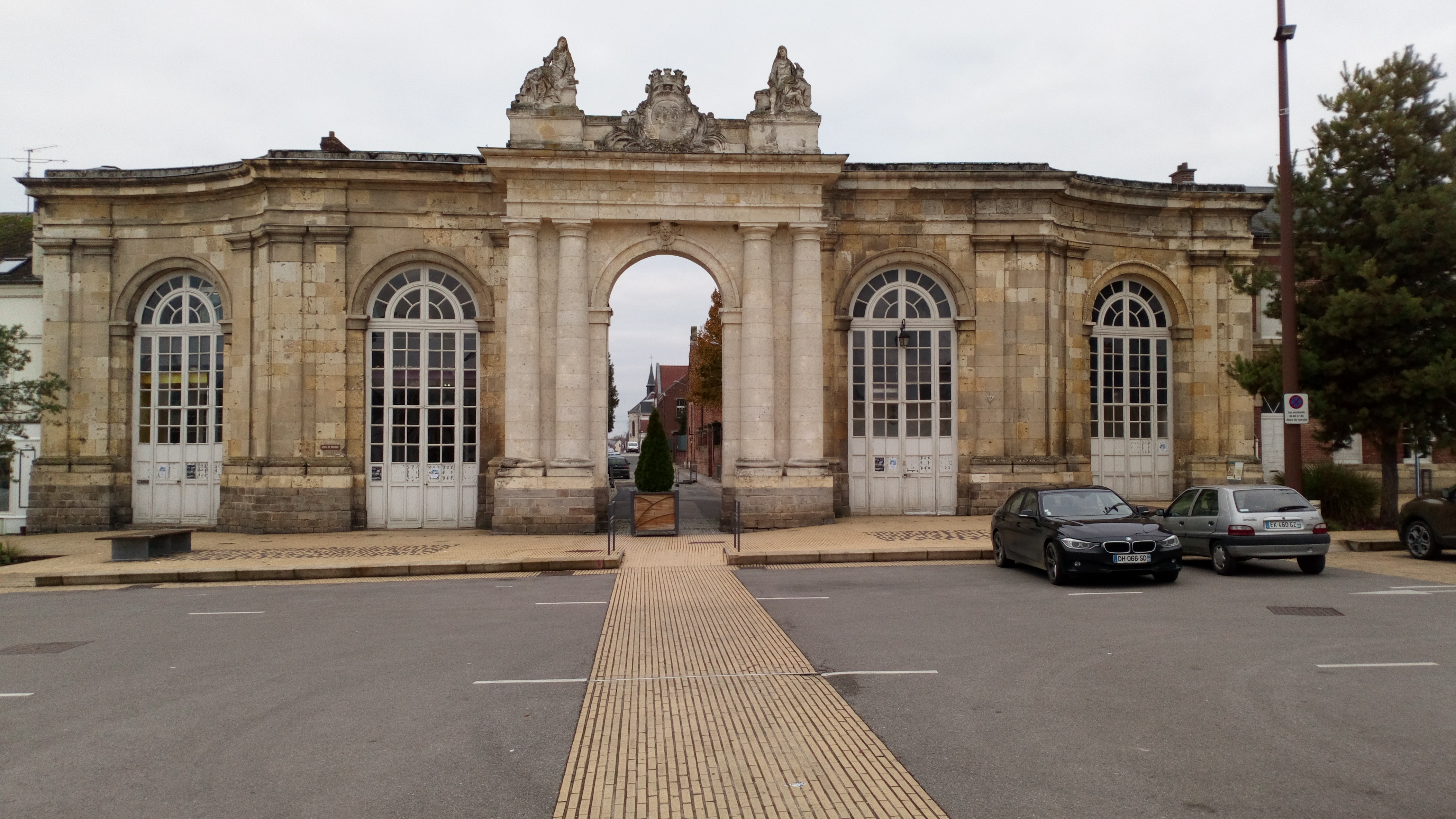
Porte d’honneur (Ehrentor) der ehemaligen Abtei
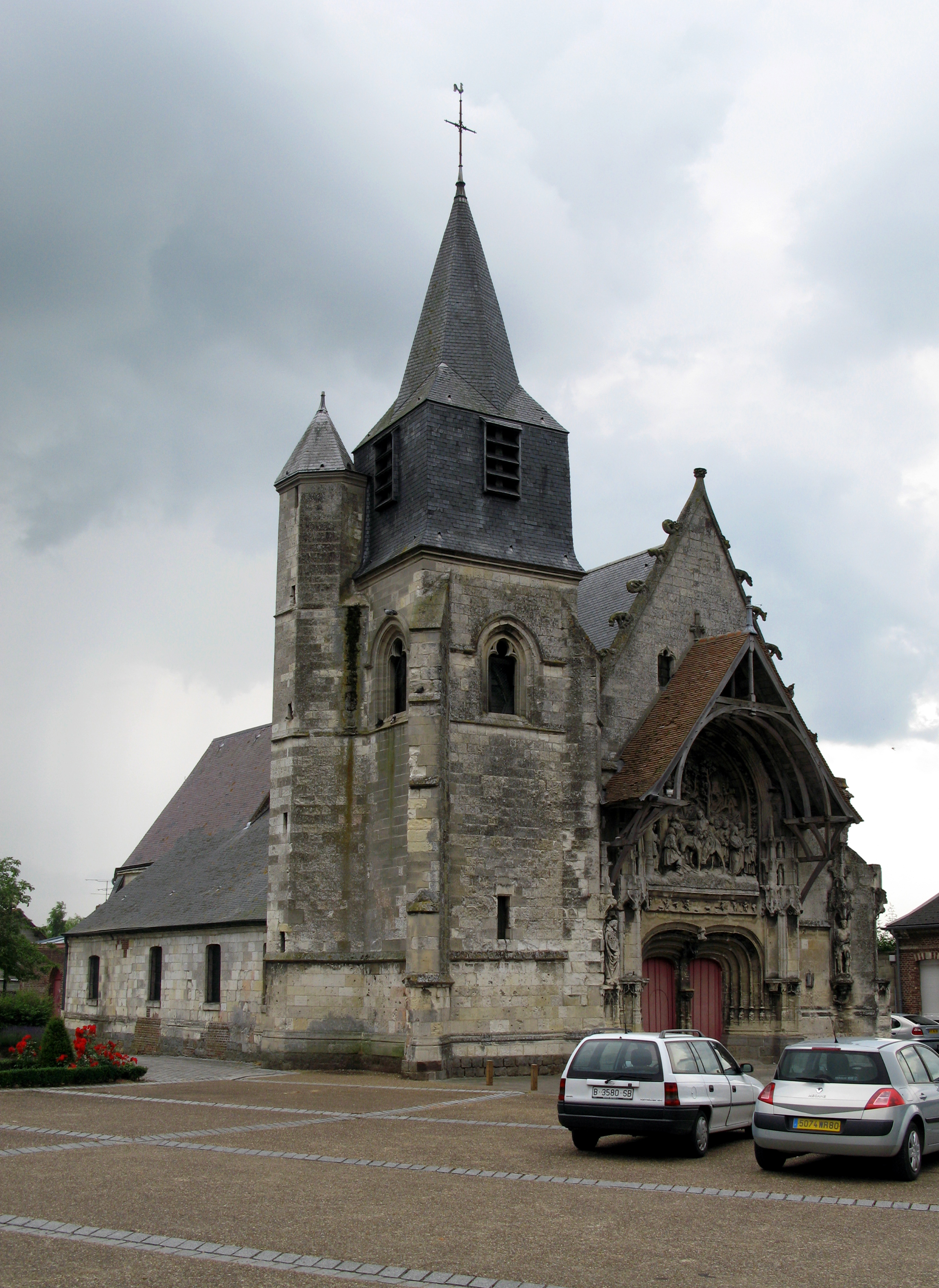
Kirche Notre-Dame
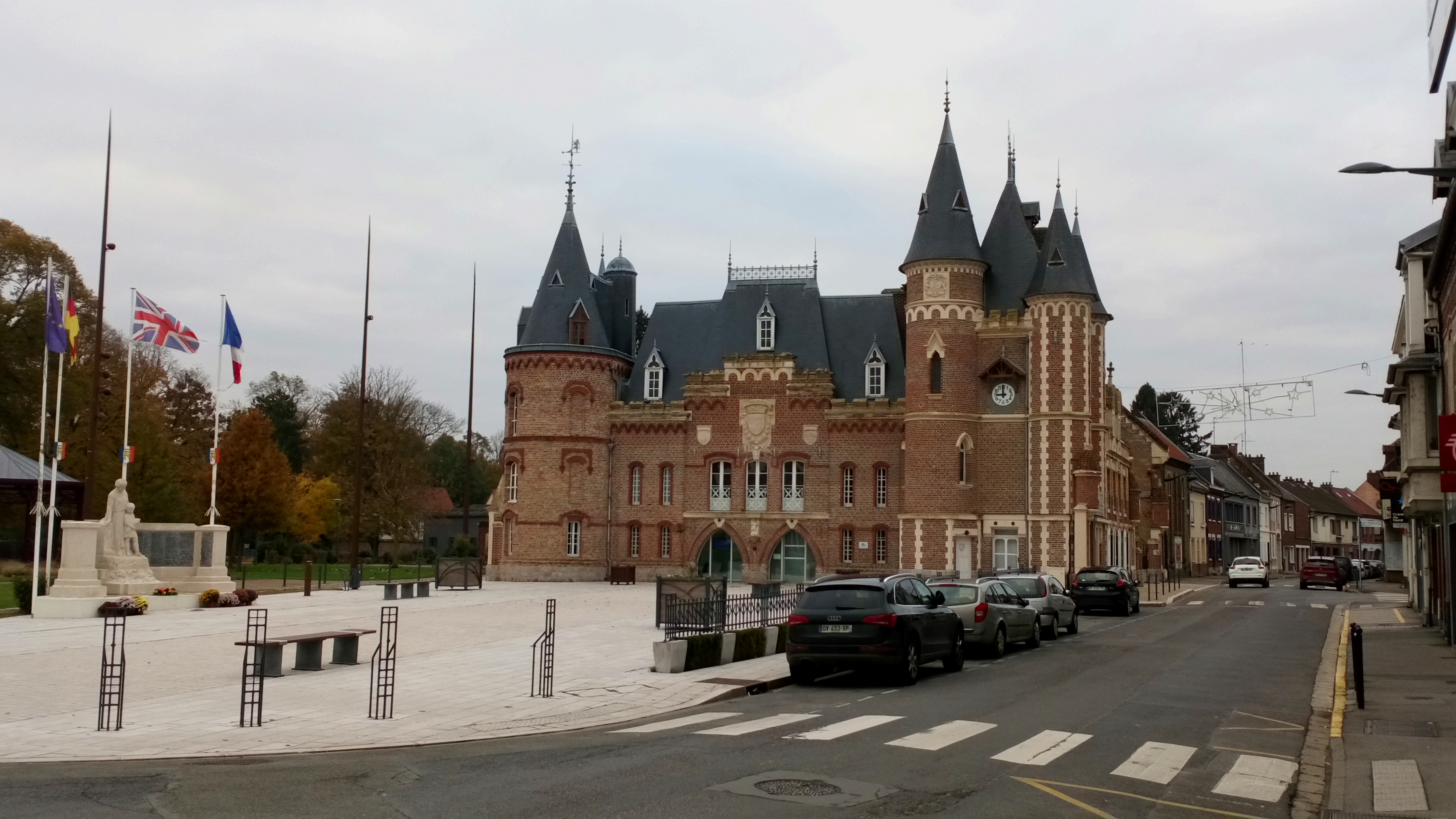
Mairie an der Rue Faidherbe, links das Gefallenendenkmal

## Persönlichkeiten
- Pusinna (5./6. Jahrhundert), Heilige, Schutzpatronin von Herford
- Colette von Corbie (1381–1447), Ordensgründerin, Heilige
- Xavier Tilliette (1921–2018), Ordensgeistlicher, Philosoph und Theologe
- Thomas Chirault (* 1997), Bogenschütze

## Städtepartnerschaft
Seit 1963 besteht durch die enge geschichtliche Verbindung der Klöster Corbie und Corvey eine Partnerschaft zur deutschen Stadt Höxter. Ferner besteht seit 1967 eine Partnerschaft mit der englischen Stadt Pickering.